# 革鰺
革鰺（学名：Oligoplites saurus），為輻鰭魚綱鱸形目鱸亞目鰺科似鰺屬下的一個種，分布於西大西洋區，從美國緬因州至烏拉圭海域及半鹹水域，深度0-50公尺，體呈紡錘型且側扁，背部略微隆起，背鰭2個，尾鰭叉形，上頜後緣延伸超出眼後緣，上頜牙齒小而絨毛狀，背部藍綠色，側面和腹部銀白色，有時帶有黃色斑點，尾鰭及胸鰭淡黃色，背鰭硬棘5-6枚、背鰭軟條19-21枚、臀鰭硬棘2-3枚、臀鰭軟條18-21枚，體長可達35公分，體重可達0.9公斤287公克，成魚主要棲息在沿海沙泥底質河口、海灣，成群活動，活動快速，屬肉食性，以魚類及甲殼類為食，背鰭及臀鰭硬及具有毒腺，可做為食用魚。